# 杨明芳
杨明芳（1970年7月—），湖北咸丰人，土家族，无党派人士。中华人民共和国政治人物、第十三届全国人民代表大会广东地区代表。

## 生平
2018年2月24日，当选为第十三届全国人大代表。